# Parfondeval, Aisne

Parfondeval este o comună în departamentul Aisne din nordul Franței. În 1 ianuarie 2022 avea o populație de 141 de locuitori.